# 58 av. J.-C.
Cette page concerne l'année 58 av. J.-C. du calendrier julien proleptique.

## Événements
- 26 octobre 59 av. J.-C. (1er janvier 696 du calendrier romain) : début à Rome du  consulat de Lucius Calpurnius Piso Caesoninus et Aulus Gabinius[1].
- 4 janvier[2] : le tribun de la plèbe Clodius Pulcher fait adopter quatre lois[3] :
  - Lex Clodia de collegiis, qui fait accorder au prolétariat urbain le droit formel et inconditionné d’association aboli en 64. Les clubs (collegia) se multiplient à Rome. La guerre des rues, qui va prendre une forme permanente, sera en grande partie leur œuvre. Clodius érige l’émeute populaire en système et l’organise comme une véritable affaire.
  - Lex frumentaria, qui institue la distribution mensuelle gratuite de blé à la plèbe urbaine de Rome. Seuls les citoyens romains ont accès à cette distribution[4].
  - Lex Clodia de agendo cum populo (de obnuntiatione), qui modifie les Leges Aelia et Fufia de 154 av. J.-C..
  - Lex Clodia de censoria notione qui revoie la procédure selon laquelle les censeurs conduisent l’inscription dans les ordres (recognitio equitum et lectio senatus)
- Février : Clodius Pulcher promulgue deux lois supplémentaires[5] :
  - Lex Clodia de provinciis consularibus. Le consul Pison reçoit un commandement en Macédoine pour cinq ans, le consul Gabinius reçoit un commandement en Cilicie, puis en Syrie pour la même durée.
  - Lex Clodia de capite civis Romania. Elle garantit le droit de provocatio et interdit le feu et l’eau à quiconque aura fait exécuter un citoyen sans jugement, ce qui vise directement Cicéron.
- 11 mars : Cicéron, accusé d’avoir fait exécuter sans jugement des citoyens (des complices de Catilina), est exilé en Grèce à l'instigation de Pison et Clodius Pulcher. Il se rend à Thessalonique, puis à Dyrrachium[6].
- Vers le 20 mars : Jules César, qui a reçu par la loi Vatinia un commandement militaire, part  pour son proconsulat des Gaules[7]. Il y restera neuf ans.
  - Le départ de César laisse Crassus et Pompée à Rome. Cicéron, par crainte de César, s’efforce vainement de rapprocher Pompée du Sénat. Repoussé par le Sénat, Pompée est bafoué en place publique par les partisans du tribun de la plèbe Clodius Pulcher (février). Ce-dernier, partisan de César, terrorise Rome avec une bande armée.
- 24 mars : les Helvètes, accompagnés des Latobices, des Rauraques, des Tulinges et de Boïens, se rassemblent pour migrer en Gaule, vers le pays des Santons[8].

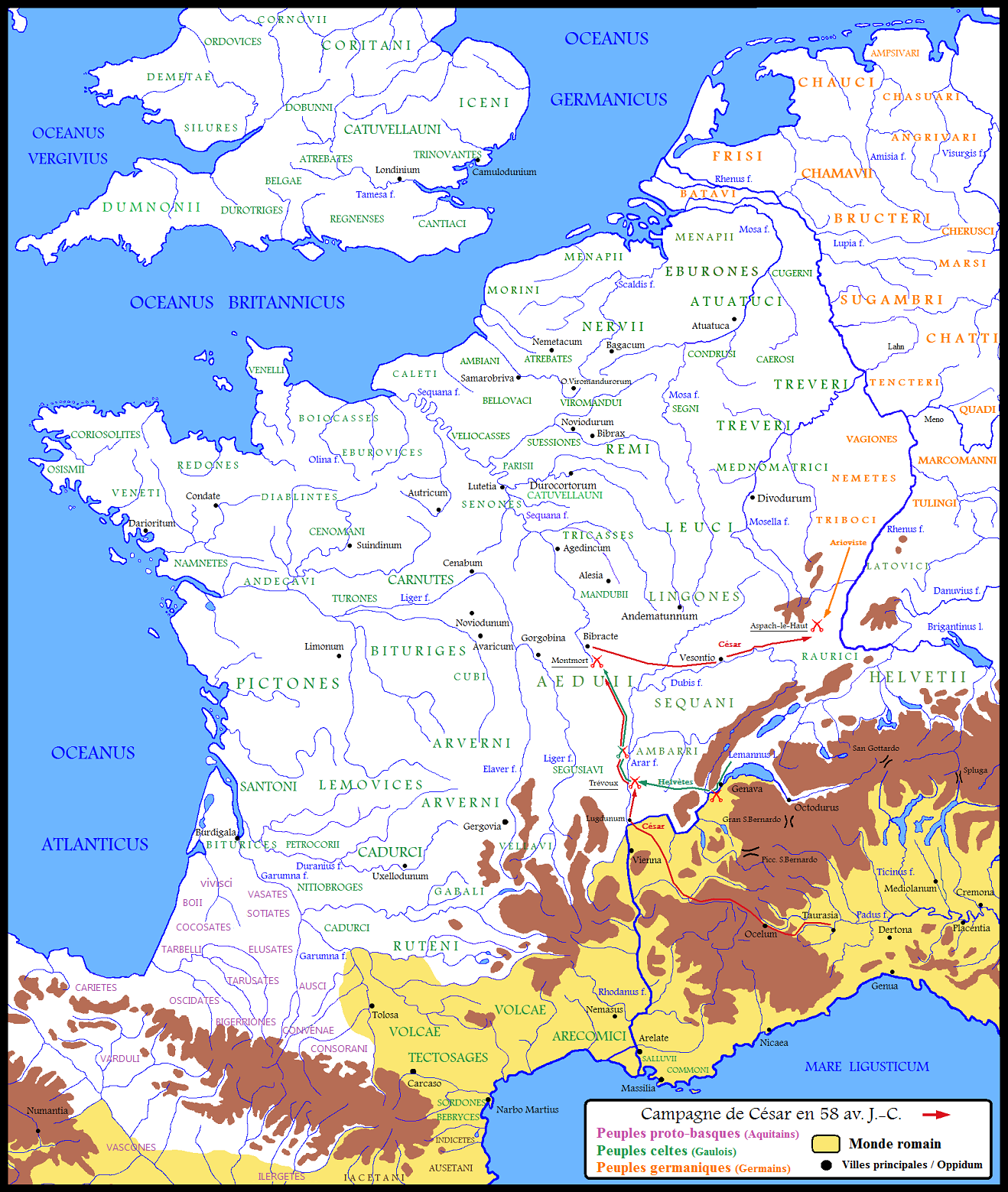
Campagne de César en Gaule en 58 av. J.-C.

- 28 mars : arrivée de César à Genève[7]. 
  - Début de la Guerre des Gaules (fin en 51 av. J.-C.). Dès son arrivée, César intervient à l’appel des Éduens, en guerre contre les Séquanes qui ont fait appel au Suève Arioviste. La migration de 368 000 Helvètes, dont 92 000 combattants, qui marchent pour se fixer en Gaule, inquiète également les Éduens[8]. Ils se rassemblent à Genava, oppidum allobroge, pour traverser le Rhône. César fait couper le pont de Genava. Les négociations échouent. Les Helvètes tentent de passer par le Nord, par le pays des Séquanes, avec leurs 2 800 chars à bœufs. Arrivés en pays éduen, ils sont attaqués et massacrés par les légions romaines. Leur chef Divico demande une trêve. César réclame des otages. Divico rétorque que les Helvètes ont l’habitude de prendre des otages mais non point d’en donner. La guerre reprend.
- Avril : Caton d'Utique est mandaté par Clodius Pulcher pour annexer l'île de Chypre. Le roi lagide Ptolémée se suicide[9].

- Juin : bataille de l'Arar. Les Romains empêchent les Helvètes de traverser l’Arar, aujourd’hui la Saône[10].
- Juillet : bataille de Bibracte[11]. César bat les Helvètes à Montmort (Morvan), près de Bibracte, puis les oblige à regagner leur pays et y reconstruire leurs maisons.

- 14 septembre[12] : bataille de l'Ochsenfeld. César se retourne contre Arioviste, détruit son armée sur le Rhin et repousse les Suèves en Germanie. Fondation légendaire de Mulhouse.

- Après le 7 septembre[13] : fin du premier règne de Ptolémée XII Aulète Néos Dionysos, qui est renversé par la foule d’Alexandrie, furieuse de voir qu’il n'avait rien fait pour empêcher l’annexion de Chypre par les Romains. De 58 à 55 av. J.-C., il se réfugie auprès des Romains qui le rétablissent sur son trône.

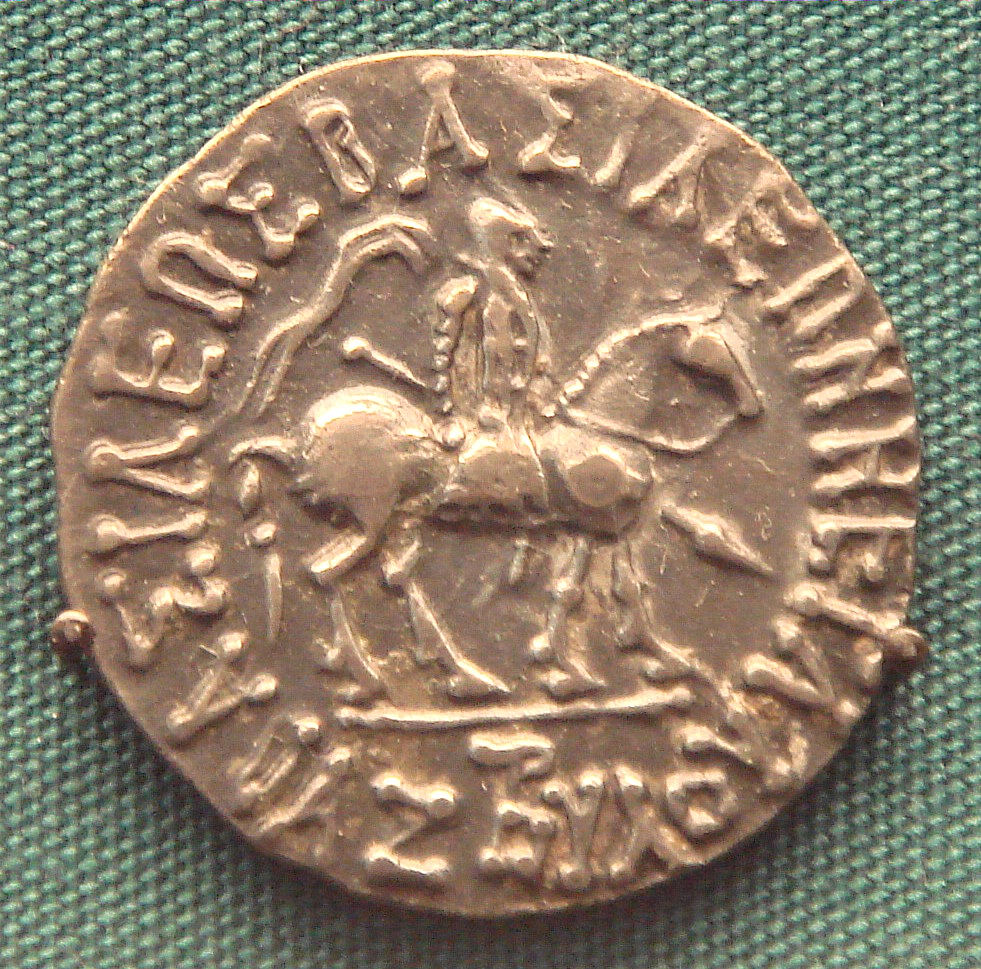
Monnaie d’Azès Ier

- Début du règne d’Azès Ier, roi indo-scythe, qui succède à Manès à Taxila[14].
- Vikramâditya, roi légendaire d'Ujjain est le fondateur d’une ère commençant en 58 av. J.-C., l’ère Vikrama, l’un des plus importants systèmes de datation indiens encore utilisé en Inde du Nord[15]. Kâlidâsa, le plus grand poète et dramaturge indien, est traditionnellement associé avec l’empereur Vikramâditya. Il écrit en sanskrit des pièces de théâtre satyrique qui connaîtront un grand succès jusqu’à nos jours, comme l’Anneau de Sakuntala ou Le nuage messager.

## Naissances
- 30 janvier : Livia Drusilla, femme d'Auguste et mère de l'empereur Tibère.